# حوزه انتخابیه پنجم ایلینوی
حوزه انتخابیه پنجم ایلی‌نوی یک حوزه انتخابیه مجلس نمایندگان آمریکا است که در ایالت ایلی‌نوی قرار دارد.